# 14036 Yasuhirotoyama
14036 Yasuhirotoyama è un asteroide della fascia principale. Scoperto nel 1995, presenta un'orbita caratterizzata da un semiasse maggiore pari a 2,8085564 au e da un'eccentricità di 0,0915815, inclinata di 8,05620° rispetto all'eclittica.
L'asteroide è dedicato all'ingegnere elettronico giapponese Yasuhiro Toyama.